# Gloria Arenas Agis
Gloria Arenas Agis ("Coronela Aurora") es una exguerrillera mexicana, fundadora del Ejército Revolucionario del Pueblo Insurgente. Nació el 16 de mayo de 1959 en Orizaba, Veracruz, siendo la segunda hija del matrimonio formado por Octavio Arenas de la Llave -un modesto empleado de la cervecería Moctezuma- y Leonor Agis Moreno. 

## Biografía
Gloria Arenas Agis desciende de gobernadores. Es bisnieta, por la vía paterna, del general Ignacio de la Llave, exgobernador de Veracruz, nombrado Benemérito del estado en 1863 y cuyo apellido se imprime a Veracruz-Llave. Por la vía materna, es descendiente de Silvestre Moreno Cora, gobernador provisional del estado de Veracruz a principios de siglo y ministro de la Suprema Corte de Justicia de la Nación.
Estudió en las escuelas Sor Juana Inés de la Cruz, posteriormente en la Secundaria Técnica 48 y posteriormente en el Instituto Tecnológico Regional de Orizaba, se destacó por su desempeño escolar. Participó como voluntaria en la Cruz Roja local donde trabajó como socorrista, y brindando primeros auxilios. Su participación fue reconocida en el terremoto que golpeó la ciudad de Orizaba el 28 de agosto de 1973 por su dedicación al auxilio y rescate de las numerosas víctimas.

### Inicios en la lucha social
La lucha social de Gloria Arenas Agis nació en Zongolica. Ella, su hermana Norma y el esposo de su hermana, Felipe Velasco, organizaron a los campesinos serranos y fundaron el TINAM (Unión de Todos los Pueblos Pobres), para emprender una lucha pacífica en defensa de sus habitantes. Luego de que fueron encarcelados, reprimidos y amenazados para que abandonaran Veracruz, el grupo su esfumó. Nada se supo de su paradero y actividades

### Detención
Fue detenida en San Luis Potosí el 22 de octubre de 1999. El 23 de octubre la Secretaría de Gobernación anunció la captura y presentó a los dirigentes del Ejército Revolucionario del Pueblo Insurgente (ERPI). El 24 de ese mismo mes la ingresaron junto con su esposo Jacobo Silva Nogales y dos personas más al penal de máxima seguridad de Almoloya de Juárez, Estado de México donde fueron presentados a los medios de comunicación acusados de crímenes y delitos, entre los que figura el de "Rebelión", único delito aceptado por Gloria y su esposo.
Durante su tiempo en prisión negó haber participado en secuestros o robos a mano armada, señalando de infundadas las acusaciones.

### Libertad
Tras haber ganado jurídicamente el segundo proceso de amparo directo interpuesto el 8 de octubre de 2008, es excarcelada del penal de Chiconautla, Estado de México el 28 de octubre de 2009.